# Seimsfoss
Seimsfoss este o localitate din comuna Kvinnherad, provincia Hordaland, Norvegia, cu o suprafață de 0,29 km² și o populație de 334 locuitori (2013).